# Sara (nombre)
Sara es un nombre propio femenino de origen hebreo en su variante en español. Proviene del hebreo שָׂרָה (Śārāh), y significa 'princesa'. Sara es el nombre de un personaje bíblico del libro del Génesis, mujer del patriarca Abraham; se calcula que los hechos de su vida ocurrirían hacia el 1800 a. C.

## Santoral
- 20 de abril: Santa Sara de Antioquía
- 31 de mayo: santa Sara de Marsella
- 13 de julio: Santa Sara de Libia, Abadesa
- 9 de octubre: Santa Sara, esposa del Patriarca Abraham, ambos conmemorados el mismo día.

## Variantes
| Variantes en otras lenguas | Variantes en otras lenguas |
| -------------------------- | -------------------------- |
| Español                    | Sara                       |
| Alemán                     | Sarah                      |
| Árabe                      | 'سارة (Sārah)              |
| Aragonés                   | Sara                       |
| Asturiano                  | Sara                       |
| Búlgaro                    | Сарa (Sara)                |
| Catalán                    | Sara                       |
| Checo                      | Sára                       |
| Danés                      | Sara                       |
| Eslovaco                   | Sára                       |
| Euskera                    | Sara                       |
| Finlandés                  | Saara                      |
| Francés                    | Sarah                      |
| Galés                      | Sarah                      |
| Gallego                    | Sara                       |
| Griego                     | Σάρα (Sára)                |
| Hebreo                     | שָׂרָה (Śārāh)                |
| Húngaro                    | Sára                       |
| Inglés                     | Sarah                      |
| Islandés                   | Sara                       |
| Italiano                   | Sara                       |
| Latín                      | Sara                       |
| Lituano                    | Sara                       |
| Neerlandés                 | Sara                       |
| Noruego                    | Sara                       |
| Polaco                     | Sara                       |
| Portugués                  | Sara                       |
| Rumano                     | Sara                       |
| Ruso                       | Сарра (Sarra)              |
| Sueco                      | Sara                       |